# Ichthyophis asplenius
Ichthyophis asplenius és una espècie d'amfibi Gimnofió de la família Ichthyophiidae. Va ser descrit om Caudacaecilia asplenia per Edward Harrison Taylor el 1968, nom que ara es considera com un sinònim.
Viu a la conca del riu Mahakkam a Sarawak a la Malàisia oriental i se suposa que també es trobi a la regió del a Kalimantan a Indonèsia; l'extrem sud de Tailàndia (Yala) i presumiblement adjacent Malàisia occidental.